# Hriňová (zbiornik wodny)
Hriňová (słow. vodná nádrž Hriňová) – sztuczny zbiornik wodny na Słowacji, na pograniczu grup górskich Rudaw Weporskich i Polany, na północ od miasta Hriňová w kraju bańskobystrzyckim.
Zbiornik powstał w latach 1960–1965 przez przegrodzenie zaporą toku rzeki Slatiny. Powierzchnia 48 ha. Lustro wody na wysokości ok. 570 m n.p.m. Maksymalna głębokość 39 m.
Przeznaczeniem zbiornika jest retencja wody do celów komunalnych i zasilanie nią zbiorczego wodociągu Hriňová – Łuczeniec – Fiľakovo. Otoczenie zbiornika objęte jest strefą ochrony higienicznej, a jego tafla i brzegi nie są wykorzystywane do celów rekreacyjnych.